# シリンダーブロック

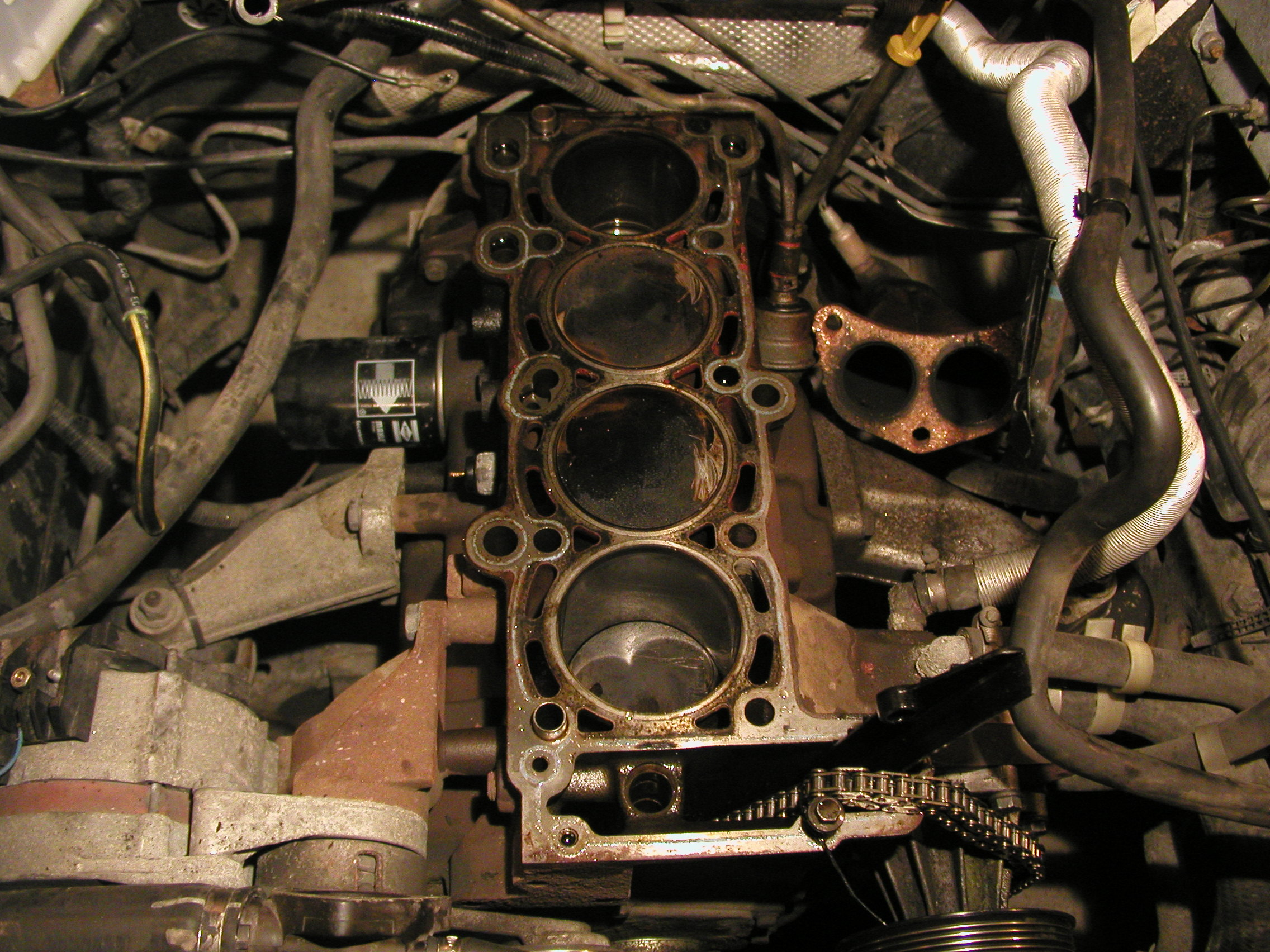
en:Ford I4 DOHC engineのシリンダーブロック

シリンダーブロック（英: Cylinder block）とは内燃機関の部品の一つであり、特にシリンダーとクランクケースを一体化した構造の部品の事を示す。エンジンブロック (engine block) と呼ばれる場合もある。

## 概要

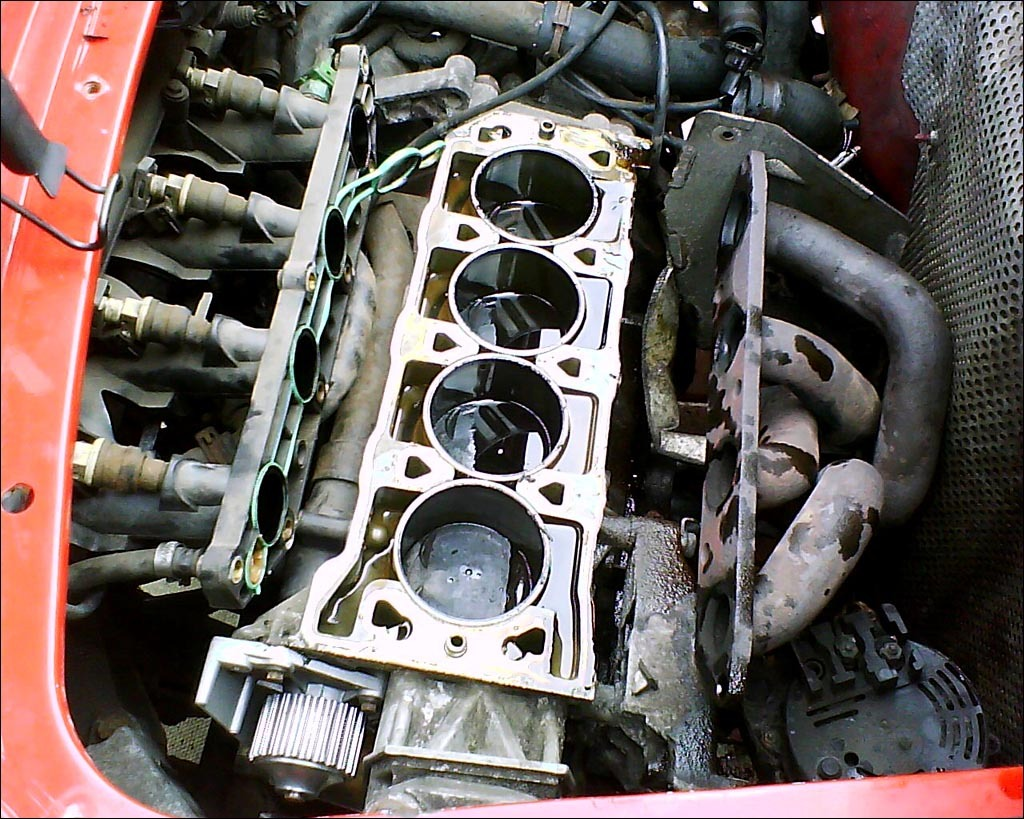
英国のローバー・:en:K-series16バルブDOHCエンジンのシリンダーブロック。ウエットライナー構造を採用している。

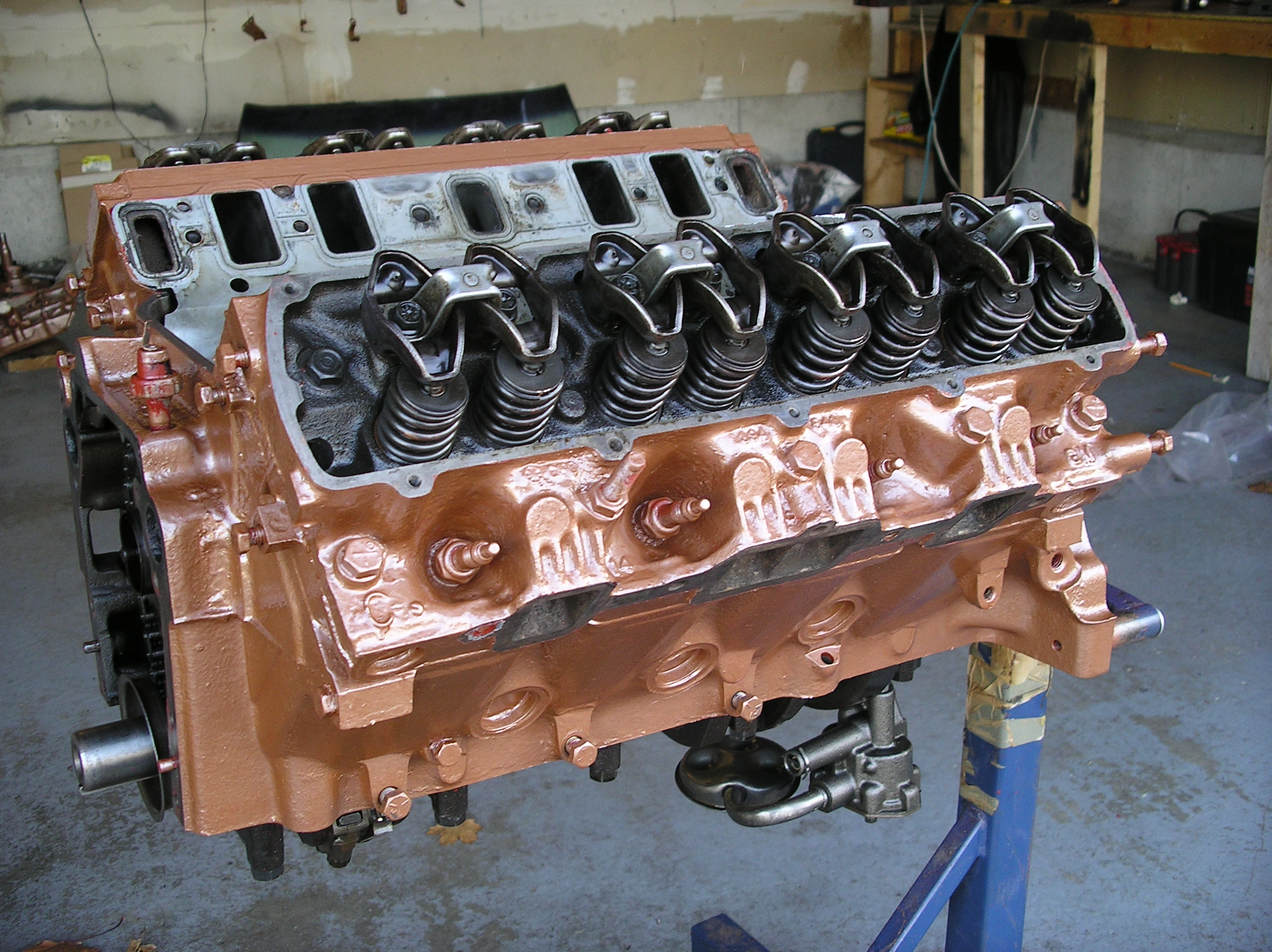
アメリカのオールズモビルビッグブロック400キュービックインチエンジン。360馬力、440 ft·lbfのトルクを発揮する

シリンダーブロックには、、一つ、もしくは複数のピストンが収まり、下部のクランクケース部分にはクランクシャフトが取り付けられ、コネクティングロッドでピストンとつながっている。
また、補機としてウォーターポンプやオイルポンプが取り付けられる場合があり、Vエンジン型、W型、水平対向など、エンジン形式によっては複数のシリンダーバンクが形成されたり、エンジンの振動を抑えるためのバランサーシャフトが内蔵されることもある。
シリンダーブロックはエンジンの心臓部に当たる部品であり、強固なボルト結合によってシリンダーヘッドと締結されており、エンジンマウントや各種補機類が取り付けられることも多く、さらにはクーラントやエンジンオイルの通路も設けられている。水冷エンジンにおいては、万が一、凍結膨張によってエンジンが破壊されないよう、コアプラグと呼ばれる緊急時用圧力開放栓が設けられている。
しかし、シリンダーとクランクケースが完全に一体鋳造されてしまっているため、各シリンダー間の中点の距離（ボアピッチ）は加工設備の大規模な変更を行わなければ修正が難しく、シリンダーのボアの大きさはシリンダーブロックのサイズによってある程度限定されてしまう。場合によってはシリンダーブロックの厚さやボアピッチとの兼ね合いにより、工場出荷状態からそれ以上のボアアップが物理的に行えない場合もある。
シリンダーブロックは一般的には鋳鉄を用いて作られて来たが、現代のエンジンは軽量化や衝突安全性、リサイクル性を向上させるためアルミニウム合金の鋳造品が用いられることが多い。後者の場合にはシリンダーの摩耗防止のために鉄製のシリンダーライナーを挿入するか、シリンダー内壁にめっきまたは溶射などの表面処理を行うことが一般的である。モータースポーツなどにおいて、シリンダーブロックに極端な軽量化やシャシ構造材（ストレス部材）としての強度を求める場合、材質にマグネシウムやベリリウムが用いられることもある。
シリンダーブロックの中にはウエットライナーと呼ばれる着脱可能なシリンダーライナーを備えるエンジンもある。「ウェット」と呼ばれる由来は、シリンダーライナーの外面が直接冷却水に触れているからで、この構造はやや特殊なヘッドガスケットが必要になる反面、仕向地によるボアダウンが生産ラインで容易に行えることから特に欧州車において多く用いられている。現在ではルノーやプジョーがこの構造を積極的に用いている。
アメリカ車において長らく主流であったV型8気筒エンジンにおいては、シリンダーブロックの大きさにより、ビッグブロックとスモールブロックの区別がある。元々は最大9.0 L以上の排気量を許容できるビッグブロックが最初に登場したが、時代が下るに従って軽量化のためにスモールブロックが主流となっていった。ほぼ同じ排気量のエンジンでも、時期によってはビッグとスモールの両方が展開されることもあった。しかし、高度なメカチューニングで大出力を発揮する用途では現在でもビッグブロックのエンジンを基に大幅な改良が施されることが多い。